# Ragnar Werner
Ragnar Nils Werner född 28 juni 1883 i Stockholm död 1 september 1958, var en svensk direktör, militär (kommendörkapten) och flygpionjär
Werner utnämndes till underlöjtnant i flottan 1905. Han erhöll svenskt aviatördiplom nr 8 1912, efter att han genomgått flygutbildning i Frankrike. Samma år överfördes han till marinflyget, där han utnämndes till kapten 1916. Under 1913 var han tillsammans med Olof Dahlbeck och Carl Gustaf Krokstedt flyglärare vid marinens nystartade flygskola vid Oskar-Fredriksborg utanför Vaxholm. Han inledde en civil karriär 1926 inom rederi och spedition. Han var en oerhört skicklig byggare av historiska skeppsmodeller varav flera idag finns på Sjöhistoriska Museet. Han var gift med Elisabeth Werner och var till sin död bosatt i Äppelviken.